# Holzolling
Holzolling ist ein Gemeindeteil der Gemeinde Weyarn im oberbayerischen Landkreis Miesbach.

## Geographie
Das Kirchdorf Holzolling liegt im sogenannten Goldenen Tal, einem Abschnitt des Leitzachtals, etwa zweieinhalb Kilometer nordöstlich von Weyarn. Die Bundesautobahn 8 führt etwa einen halben Kilometer südlich des Ortes entlang, die nächste Auffahrt ist jedoch die fünf Kilometer entfernte von Weyarn. Östlich des Ortes erstreckt sich das 91,0 ha große Landschaftsschutzgebiet Untere Leitzach und südlich das 532,5 ha große Landschaftsschutzgebiet Seehamer See mit Wattersdorfer Moor mit dem 147 ha großen Seehamer See.

## Geschichte
Die Gemeinde Holzolling wurde am 1. Mai 1978 im Zuge der Gebietsreform in Bayern in die damalige Gemeinde Wattersdorf eingemeindet, die am darauffolgenden Tag in Gemeinde Weyarn umbenannt wurde. Die ehemalige Gemeinde Holzolling hatte 20 Orte auf einer Gemarkung von gut 2382 Hektar.

## Baudenkmäler
In der Liste der Baudenkmäler in Weyarn sind für Holzolling zwei Baudenkmäler aufgeführt, darunter
- die katholische Filialkirche St. Martin, ein Saalbau mit leicht eingezogenem Chor und Westturm. Der Neubau 1672/79 erfolgte unter Verwendung des spätgotischen Turmunterbaus des 16. Jahrhunderts, der Turm stammt aus dem Jahr 1677.